# Água Rasa

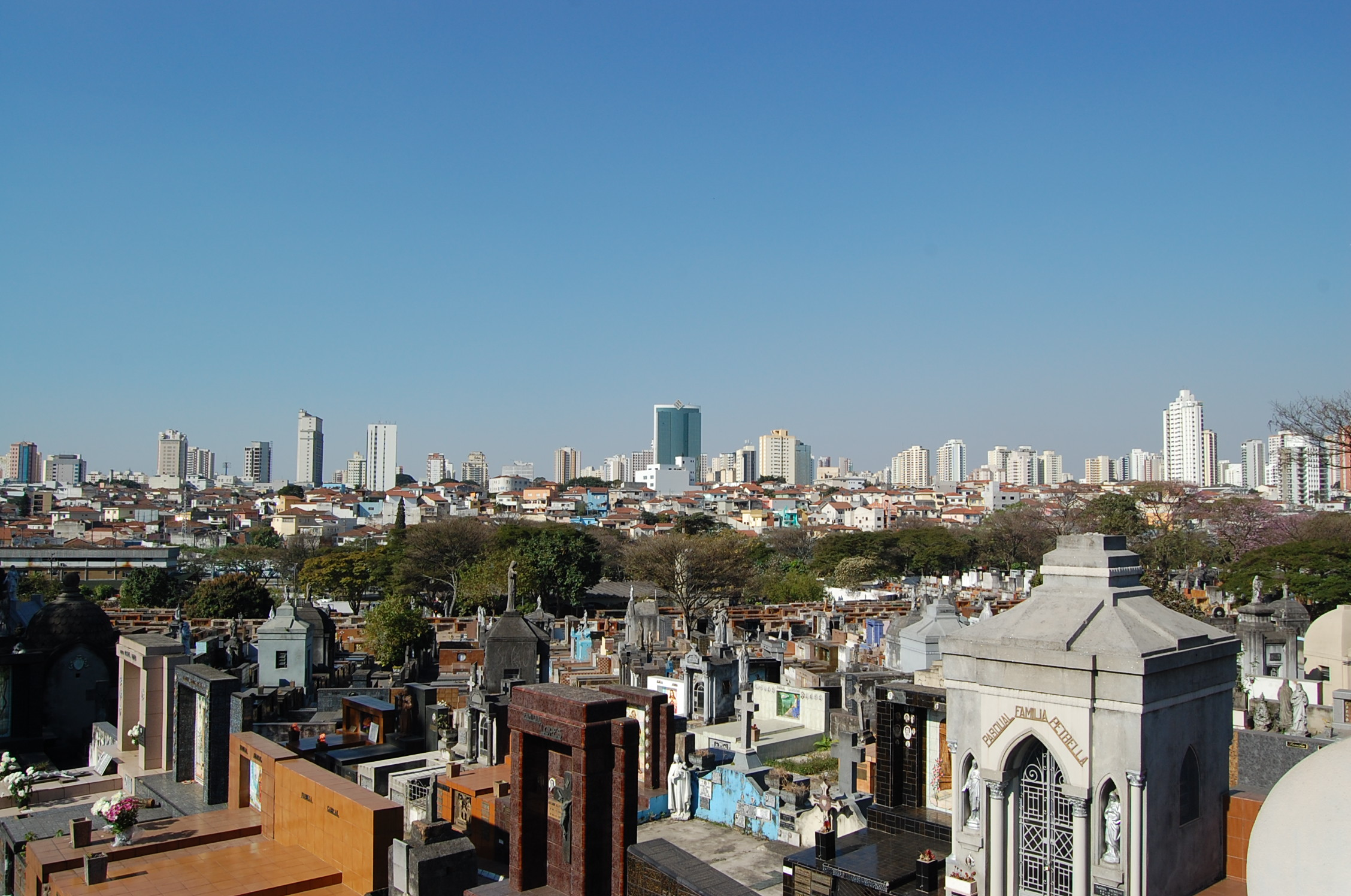
Cemitério da Quarta Parada, com o Tatuapé ao fundo.

Água Rasa é um distrito na Zona Sudeste de São Paulo, no Brasil. Pertence tanto ao chamado Centro Expandido, na parte a oeste da Avenida Salim Farah Maluf, quanto à Área 4 (Leste),  a leste da mesma via. O distrito recebeu este nome devido ao ribeirão Tatuapé.

## Topônimo
Foi o ribeirão Tatuapé, cujo leito era extremamente raso, que deu nome à Água Rasa. Sobre este curso de água seria construída, já em fins da Década de 1980 a Avenida Salim Farah Maluf.

## Formação
O distrito originou-se de uma chácara que pertencia a João Mariano, vendida ao Padre Diogo Feijó, uma das figuras mais importantes do Império. A transação aconteceu em 1829. Feijó batizou a área como Chácara Paraíso e hoje a casa do padre, tombada, está no vizinho bairro do Jardim Anália Franco, na avenida que hoje leva o nome de seu famoso proprietário.

## Características
Administrativamente, a Água Rasa faz parte da Subprefeitura da Mooca. No censo de 2000 contava com uma população de 81 070 habitantes.
Tem 6,9 km² de superfície e é dividido por algumas grandes e largas avenidas, como a Salim Farah Maluf, a Sapopemba, Avenida Regente Feijó e a Avenida Vereador Abel Ferreira, fazendo com que se perca em grande extensão a noção de continuidade física do distrito.
O perfil urbano do distrito é razoavelmente homogêneo, tanto comercial quanto residencial. Porém, a maior parte do comércio situa-se nas grandes avenidas da região, deixando a maior parte dos lotes existentes entre essas avenidas, como áreas residenciais. O distrito tem um certo grau de verticalização nos bairros Água Rasa, Alto da Mooca e Vila Regente Feijó, bairros contíguos aos distritos da Mooca e Tatuapé respectivamente, com condomínios de médio e alto padrão, apesar da predominância de casas e sobrados de classe média. Não existem favelas no distrito.
No bairro da Quarta Parada, contíguo aos distritos da Mooca, Belém e Tatuapé, está o Cemitério da Quarta Parada.
É no distrito que está localizada a sede do Sítio do Capão, construída de taipa e pilão, e alvenaria de tijolos datada do século XVIII. Era uma das residências do Padre Feijó. Foi tombado pelo Conselho de Defesa do Patrimônio Histórico, Artístico, Arqueológico e Turístico do Estado de São Paulo (Condephaat) em 1984.

## Demografia
Evolução demográfica do distrito da Água Rasa

## Limites
- Norte: Rua Itamaracá, Avenida Álvaro Ramos, Rua Florindo Braz, Avenida Salim Farah Maluf, Rua Demétrio Ribeiro, Praça Ituzaingó, Rua Barão do Cerro Largo, Rua Bento Gonçalves.
- Leste: Praça 20 de Janeiro, Rua da Meação, Rua Guandu, Avenida Vereador Abel Ferreira, Rua Miranda Jordão, Avenida Sapopemba, Rua Antônio Gomes.
- Sul: Avenida Vila Ema.
- Oeste: Rua do Oratório, Rua Fernando Falcão.

## Distritos limítrofes
- Belém e Tatuapé (Norte)
- Vila Formosa (Leste)
- São Lucas (Sudeste)
- Vila Prudente (Sul, Sudoeste)
- Mooca (Oeste)

## Bairros
- Água Rasa
- Alto da Mooca (parte)
- Chácara Mafalda
- Chácara Paraíso
- Jardim Guanabara
- Jardim Haddad (parte)
- Jardim Itália
- Jardim Silveira (parte)
- Parque Sevilha
- Vila Bertioga
- Vila Canero
- Vila Celeste
- Vila Cláudia
- Vila Clotilde
- Vila Diva
- Vila Graciosa
- Vila Invernada
- Vila Leme
- Vila Libanesa
- Vila Lúcia Elvira
- Vila Oratório
- Vila Paulina
- Vila Regente Feijó
- Vila Rio Branco
- Vila Santa Clara

## Transporte
O distrito será atendido pela Linha 2-Verde do Metrô de São Paulo, nas estações Santa Clara e Anália Franco (que fica nos limites do distrito de Vila Formosa), com entrega para 2026. No futuro, o distrito ganhará mais 3 estações de metrô da nova linha em planejamento, do Metrô de São Paulo, Linha 16 Violeta.

## Curiosidades
O padre Feijó deu seu nome para um pequeno bairro no distrito da Água Rasa.
O livro Guia dos Curiosos revela que a Avenida Sapopemba, localizada na Zona Leste do município de São Paulo, é considerada a mais longa do Brasil. Ela é constituída de 45 quilômetros de extensão, no qual 42 quilômetros desta extensão estão implantados no município de São Paulo, unindo o distrito de Água Rasa ao município de Ribeirão Pires